# Stars
Stars ist eine kanadische Indie-Popband, die 2004 mit dem Album Set Yourself on Fire und der Single Ageless Beauty ihren Durchbruch hatte.

## Geschichte
Ursprünglich in Toronto von den befreundeten Torquil Campbell (Gesang) und Chris Seligman (Keyboard) gegründet, zogen diese über New York City nach Montréal, wo sie heute leben. Außerdem gehören zur Band Amy Millan (Gesang, Gitarre), Evan Cranley und Pat McGee (Schlagzeug).
2001 erschien das Debütalbum der Band, Nightsongs. Ihr erstes in Kanada veröffentlichtes Album ist Hearts (2003). Den Durchbruch schafften sie mit Set Yourself on Fire (2004), dessen Single Ageless Beauty in Kanada großen Erfolg hatte und die Band auch in Europa bekannt machte. In Deutschland erschien dieses Album erst 2005. Anschließend tourte die Formation solo und als Support von Bloc Party in Deutschland.
Torquil Campbell hatte über seine Tätigkeit in der Band hinaus einige Auftritte als Schauspieler, darunter in den US-amerikanischen Serien Sex and the City sowie Law & Order. Es besteht eine enge Verbindung zwischen Stars und der Supergroup Broken Social Scene. Amy Millan und Evan Cranley haben bei Broken Social Scene gespielt, und die Bands sind gemeinsam auf Tour gewesen.
Ihr Album In Our Bedroom After the War veröffentlichte die Gruppe  im Juli 2007 über zwei Monate vor dem offiziellen Verkaufsstart der CD bei verschiedenen kommerziellen Online-Musikdiensten. Der Song The Night Starts Here wurde zum kostenlosen Download zur Verfügung gestellt. In Europa erscheinen ihre Platten auf dem Label City Slang. Im Juni 2010 erschien das fünfte Studioalbum The Five Ghosts. Erneut wurden die ersten beiden Singles, Fixed und We Don't Want Your Body vorab kostenlos im Internet veröffentlicht.

## Diskografie
- Nightsongs (2001)
- A Lot of Little Lies for the Sake of One Big Truth (2001, EP)
- The Comeback (2001, EP)
- Dead Child Stars (2002, EP)
- Heart (2003)
- Set Yourself on Fire (2004, in Deutschland und den USA 2005)
- Do You Trust Your Friends? (2007, Remixe von Set Yourself On Fire)
- In Our Bedroom After the War (2007)
- Sad Robots (2008, EP)
- The Five Ghosts (2010)
- The North (2012)
- No One Is Lost (2014)
- There Is No Love in Fluorescent Light (2017)
- From Capelton Hill (2022)